# Interracial
Interracial (kurz für englisch interracial pornography, von interracial „gemischtrassig, gemischt-ethnisch“) ist ein Genre der Pornografie, das die Ausübung von Geschlechtsakten zwischen Pornodarstellern verschiedener Ethnien (meist Personen mit heller und dunkler Hautfarbe) zum Gegenstand hat.

## Definition
Während der Begriff „Interracial“ in der Theorie jede Kombination unterschiedlicher Ethnien umfasst, wird er in der Pornographiebranche in der Regel restriktiv für Akte mit weißen und schwarzen Darstellern verwendet. Die Darstellung unterschiedlicher Ethnien erfolgt zumindest in Filmen mit Beteiligung männlicher schwarzer Darsteller oft in klischeehafter Weise.

## Geschichte und Verbreitung
Einer der ersten Filme mit einer Interracial-Szene war 1972 Behind the Green Door mit einer Szene zwischen Marilyn Chambers (weiß) und Johnnie Keyes (schwarz).
2014 wurde mit Blacked.com erstmals ein Produktionsstudio gegründet, das sich auf Interracial spezialisiert hat.
Eine 2013 durchgeführte Umfrage unter 10.000 Pornodarstellerinnen ergab, dass 53 % in ihrer Karriere in Interracial-Szenen mitgespielt haben. Für weiße Darstellerinnen gelten Szenen mit schwarzen Darstellern mitunter als Tabuthema, was zur Ablehnung von Rollenangeboten oder höheren Gagenforderungen führt.

## Forschung
Eine Untersuchung von 54 pornografischen Filmen durch Gloria Cowan und Robin R. Campbell von der California State University, San Bernardino ergab, dass Interracial-Szenen „gewalttätiger“ sind als „gleichrassige“. Zudem sei dieses Genre viel stärker durch rassistische und sexistische stereotypische Darstellungen geprägt. Häufig würden etwa schwarze Männer als rohe „Sexmaschinen“ dargestellt. Schwarze weibliche Darsteller verdienen im Schnitt weniger als ihre weißen Kolleginnen; 2008 betrug die Differenz 25 bis 50 Prozent. Männliche schwarze Darsteller werden hingegen ähnlich bezahlt wie weiße.

## Beispiele
Bekannte Filmreihen des Genres sind:
- Lex the Impaler – 2001–2016, neun Filme
- White Mommas – seit 2009
- Mandingo Massacre – seit 2011
- My First Interracial – seit 2014
- Black & White – seit 2014
- Interracial Icon – seit 2014
- Big Wet Interracial Tits – seit 2015